# Juan Pellón
Juan Pellón, född den 21 januari 1955 i Cantabria, Spanien, är en spansk landhockeyspelare.
Han tog OS-silver i herrarnas landhockeyturnering i samband med de olympiska landhockeytävlingarna 1980 i Moskva.